# Carpias asterphilous
Carpias asterphilous là một loài chân đều trong họ Janiridae. Loài này được Pires miêu tả khoa học năm 1995.